# 小牧トンボ王国

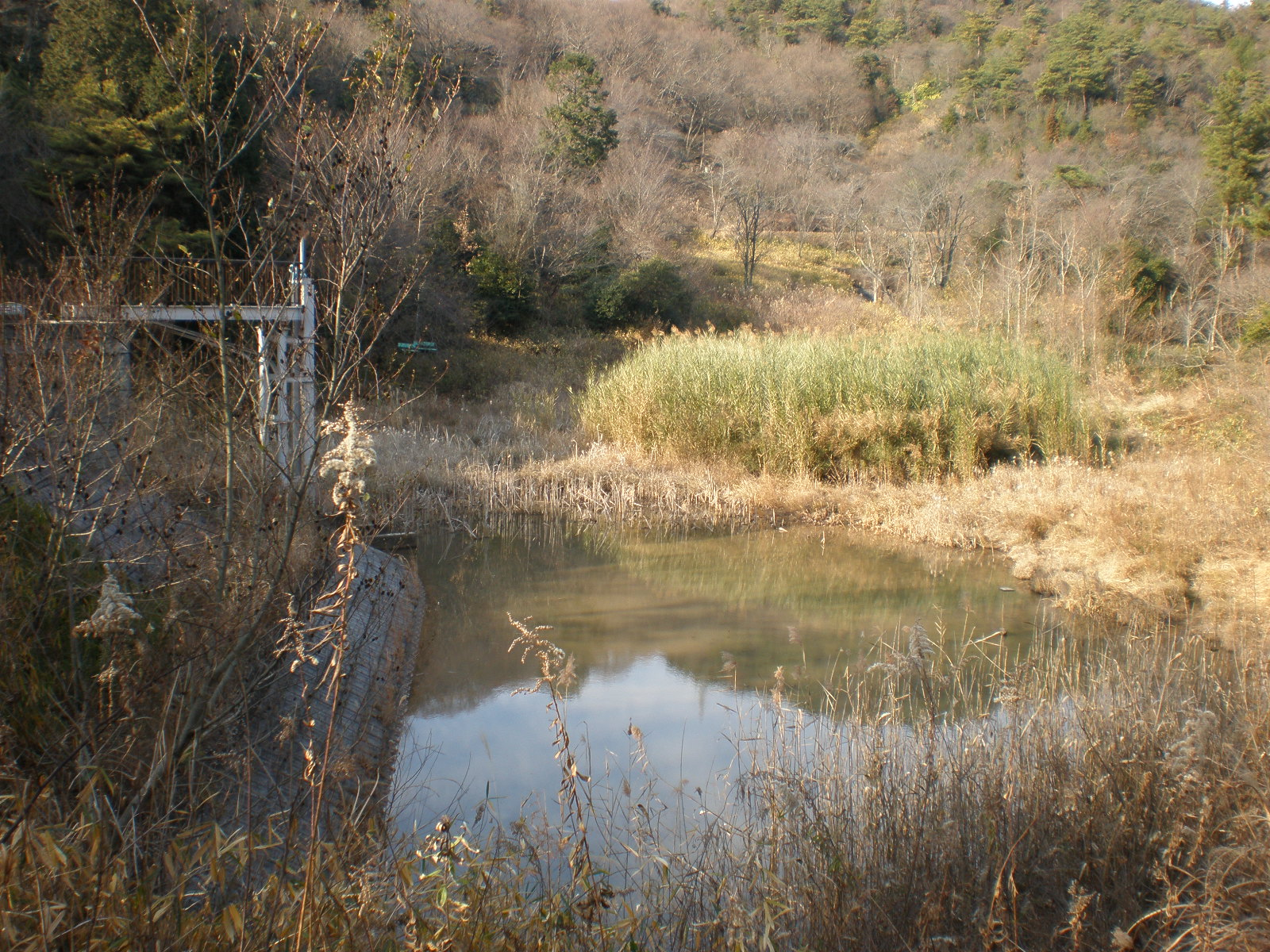

小牧トンボ王国（こまきトンボおうこく）は、愛知県小牧市の白山一帯に設けられた生活環境保全林「ふれあいの森 」内に設けられたトンボの保護を目的とした施設であり、かつその施設の運営に取り組む団体の名称でもある。「北新池」という名前のため池を中心に、数10mの範囲で整備されている。なお、2000年9月の東海豪雨によって生息していたトンボが全滅してしまったため、現在は環境と個体数の回復活動が行なわれている。

## 歴史
- 1995年10月26日 - ふれあいの森オープン
- 2000年9月 - 東海豪雨により土砂崩れが発生。ふれあいの森内が立ち入り禁止に。

## 所在地
愛知県小牧市野口 ふれあいの森内